# VII. legija Gemina
VII. legija Gemina (latinsko Legio VII Gemina) je bila legija rimske  cesarske vojske. V Hispaniji jo je leta 68 ustanovil  general Galba, da bi sodelovala v njegovem uporu proti cesarju Neronu. Ime Gemina pomeni, da je bila posvečena legendarnima dvojčkoma,  ustanoviteljema Rima Romulu in Remu, ki ju je dojila volkulja. Legija je bila leta 74 n. št. nameščena  v mestu Legio (današnji León, Španija) in je ostala v Hispaniji do konca 4. stoletja.
Tacit je legijo imenoval Galbiana, da bi jo razlikoval od starejše VII. kegije Claudia, vendar tega naziva ni na nobenem napisu. Videti je, da je ime Gemina dobila zaradi Vespazijanove združitve z eno od nemških legij, verjetni s I. legijo Germanica.
Od leta 86 do 89 je legiji poveljeval domačin in bodoči cesar Trajan.
Po služenju v Panoniji in državljanskih vojnah je Vespazijan legijo nastanil v Tarakonski Hispaniji, da bi nadomestila VI. legijo Victrix in X. legijo Gemina, dve od treh legij, ki so bile običajno v tej provinci, a so ju premestili v Germanijo. Antoninov itinerar, Ptolemaj, Notitia imperii in nekaj napisov navajajo, da je bilo njegovo redno zimsko bivališče pod kasnejšimi cesarji v Leonu. Številni napisi dokazujejo, da je bil močan oddelek legije nameščen v Tarracu (sodobna Tarragona), glavnem mestu province. 
Legija je imela nekaj svojih enot v utrjenih taborih:
- Tarraco, sedanja Tarragona, pod neposrednim poveljstvom guvernerja Tarakonske Hispanije.
- Emerita Augusta, sedanja Mérida, pod neposrednim poveljstvom guvernerja Luzitanije.
- Asturica Augusta, sedanja Astorga, v bližini rudnikov zlata, kjer je nadzirala in spremljala  transporte.
- Neznana lokacija v severni Portugalski v bližini rudnikov zlata.
- Tritium Magallum (Tricio v Rioji).
- Lucus Augusti (Lugo).
- Segisama (Sasamon Burgos), kjer je nadzirala glavno rismsko cesto v Akvitanijo.

Legija je imela tudi pet pomožnih enot, krilo (ala) konjenice, dve kohorti konjenice (equitatae) in dve kohorti pešcev (peditatae):
- II. krilo Flavia Hispanorum civium romanorum, natanjeno v  Petavoniumu (pri Zamori).
- I. kohorta Celtiberorum Equitata civium romanorum, nastanjena v  Municipium Flaviae Brigantia (pri A Coruñi).
- I. kohorta Galica Equitata civium romanorum, nastanjena v Pisoraci, (Herrera de Pisuerga, Palencia).
- II. kohorta Galica, nastanjena na neznani lokaciji "ad cohortem Galicam" (verjetno na Portgalskem).
- III. kohorta Lucensium, nastanjena blizu Lucus Augustium (Lugo).

Legija je večino svojega obstoja običajno štela 7.712 mož. V to število niso vštete lokalne enote in občasne okrepitve, poslane iz Rima.
Tabor legije v rimski provinci Galeciji je prerasel  v pomembno mesto León, ki je po vdorih Svebov v Iberijo leta 409 postalo del Svebskega kraljestva. Mesto se je upiralo napadom Vizigotov do leta 586,  ko ga je zavzel Leovigild. Bilo je eno redkih mest, ki so mu Vizigoti dovolili obdržati svoje utrdbe.
Legionarji VII. legije Gemina so v času cesarja Trajana zgradili most čez reko Tâmega v Chavesu na Portugalskem.

## Znani pripadniki legije
| Ime                              | Čin                     | Časovno obdobje           | Provinca                | Vir                               |
| -------------------------------- | ----------------------- | ------------------------- | ----------------------- | --------------------------------- |
| Mark Antonij Prim                | legatus legionis        | c. 69                     |                         | Tacit, Zgodbe II.86               |
| Mark Ulpij Trajan                | legatus legionis        | okoli 89                  | Tarakonska Hispanija    |                                   |
| Lucij Atij Makro                 | legatus legionis        | med 120 in 128            | Tarakonska Hispanija    | CIL 2/5083 = ILS 2289             |
| Tit Vitrazij Polio               | legatus legionis        | okoli 128                 | Tarakonska Hispanija    | CIL 12/3168                       |
| Gnej Lucij Terencij Homul mlajši | legatus legionis        | okoli 142                 | Tarakonska Hispanija    | CIL 2/5084                        |
| Kvint Kornelij Senecij Anijan    | legatus legionis        |                           | Tarakonska Hispanija    | CIL 2/1929                        |
| Kvint Tulij Maksim               | legatus legionis        | okoli 165                 | Tarakonska Hispanija    | CIL 2/2660                        |
| Tiberij Julij Frugi              | legatus legionis        | okoli 166–okoli 170       | Tarakonska Hispanija    | CIL 6/31717                       |
| Publij Kornelij Anulin           | legatus legionis        | 171–172                   | Tarakonska Hispanija    | CIL 2/2073                        |
| Solij                            | legatus legionis        | pred 197                  | Tarakonska Hispanija    | CIL 9/5155                        |
| Gaj Junij Flavijan               | tribunus angusticlavius | okoli 125                 | Tarakonska Hispanija    | CIL 6/1620 = ILS 1342             |
| Avitij Q.f. Ruf                  | tribunus angusticlavius | 2. stoletje               |                         | AE 1955/228                       |
| Gaj Julij Skapula                | tribunus laticlavius    | okoli 125                 | Tarakonska Hispanija    | IGRR III.176-178                  |
| Lucij Neracij Prokul             | tribunus laticlavius    | okoli 125                 | Tarakonska Hispanija    | CIL 9/2457 = ILS 1076             |
| Gaj Rmilij Berenicijan Maksim    | tribunus laticlavius    | prva četrtina 3. stoletja |                         | CIL 12/3163                       |
| Kvint Hedij Ruf Lolijan Gencijan | tribunus laticlavius    | okoli 175                 | Tarakonska Hispanija    | CIL 2/4121 = ILS 1145; CIL 2/4122 |
| Tit Flavij Ruf                   | centurion (veteran)     | ?                         | Italija, Mezija, Dakija | CIL 11/20 = ILS 2082; CIL 03/971  |